# Parerupa unilinealis
Parerupa unilinealis là một loài bướm đêm trong họ Crambidae.